# Neperigea seitzi
Neperigea seitzi là một loài bướm đêm trong họ Noctuidae.